# Morinda litseifolia
Morinda litseifolia är en måreväxtart som beskrevs av Y.Z.Ruan. Morinda litseifolia ingår i släktet Morinda och familjen måreväxter. Inga underarter finns listade i Catalogue of Life.